# 9495 Eminescu
9495 Eminescu è un asteroide della fascia principale. Scoperto nel 1971, presenta un'orbita caratterizzata da un semiasse maggiore pari a 2,1862819 UA e da un'eccentricità di 0,1292308, inclinata di 4,64915° rispetto all'eclittica.